# Kpomassè
Kpomassè est une commune et une ville du sud-ouest du Bénin, dans le département de l'Atlantique.

## Géographie
Kpomassè comprend neuf arrondissements : Aganmalomè, Agbanto, Agonkanmè, Dédomè, Dékanmè, Kpomassè, Sègbèya, Sègbohouè et Tokpa-Domè.

## Histoire

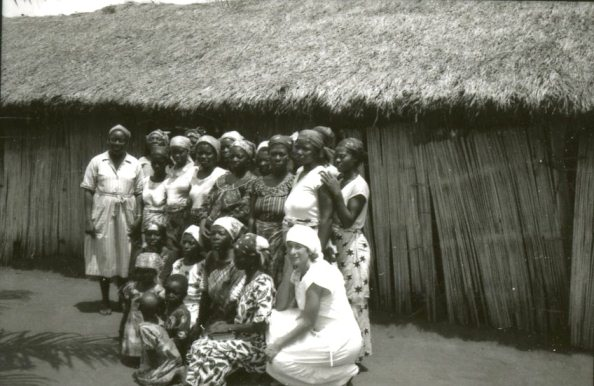
Congrégation des femmes de l'église Apostolique à kpomassè.

## Population
Lors du recensement de 2013 (RGPH-4), la commune comptait 67 648 habitants.

## Galerie de photos

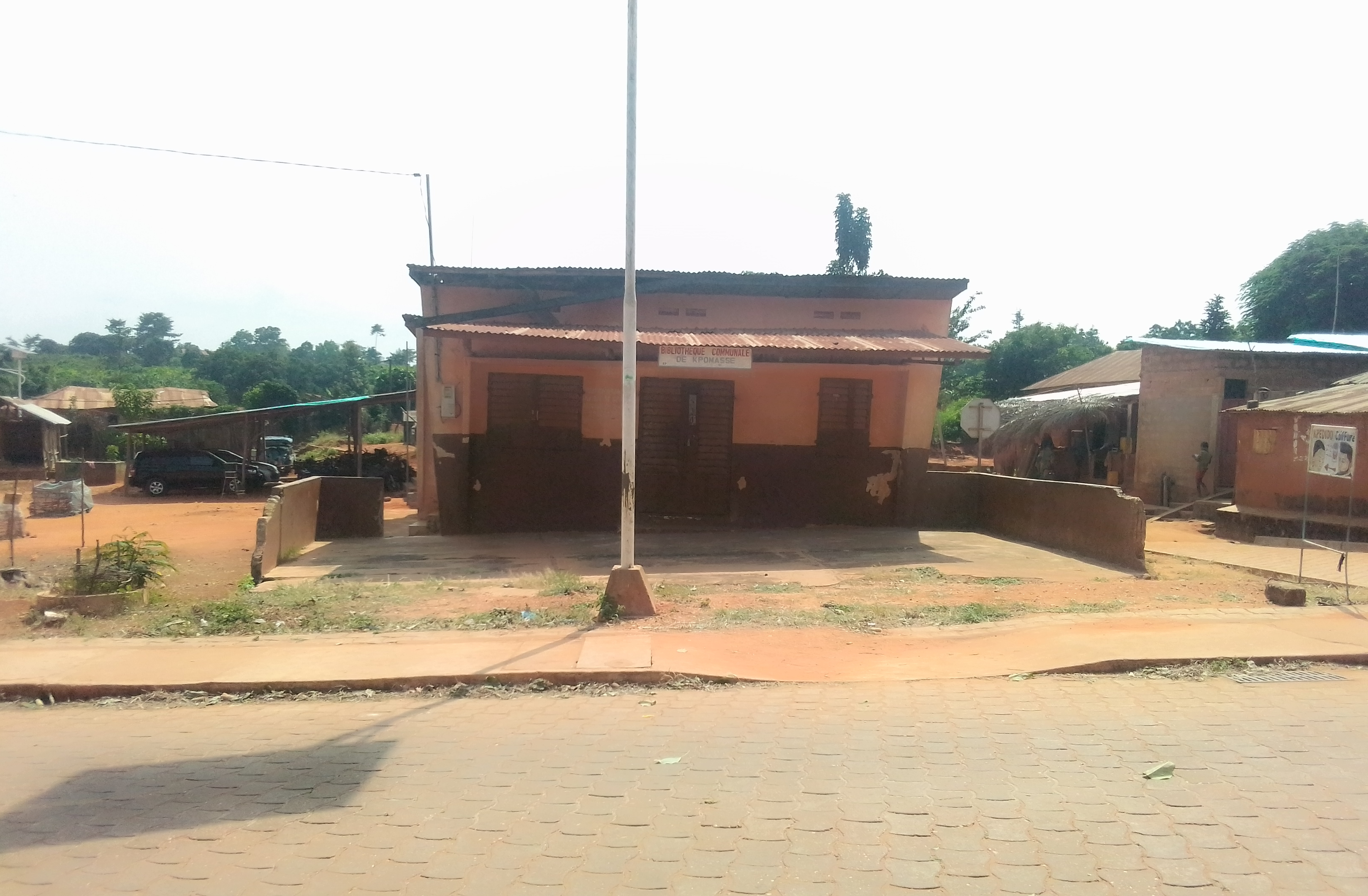
Bibliothèque communale de Kpomassè
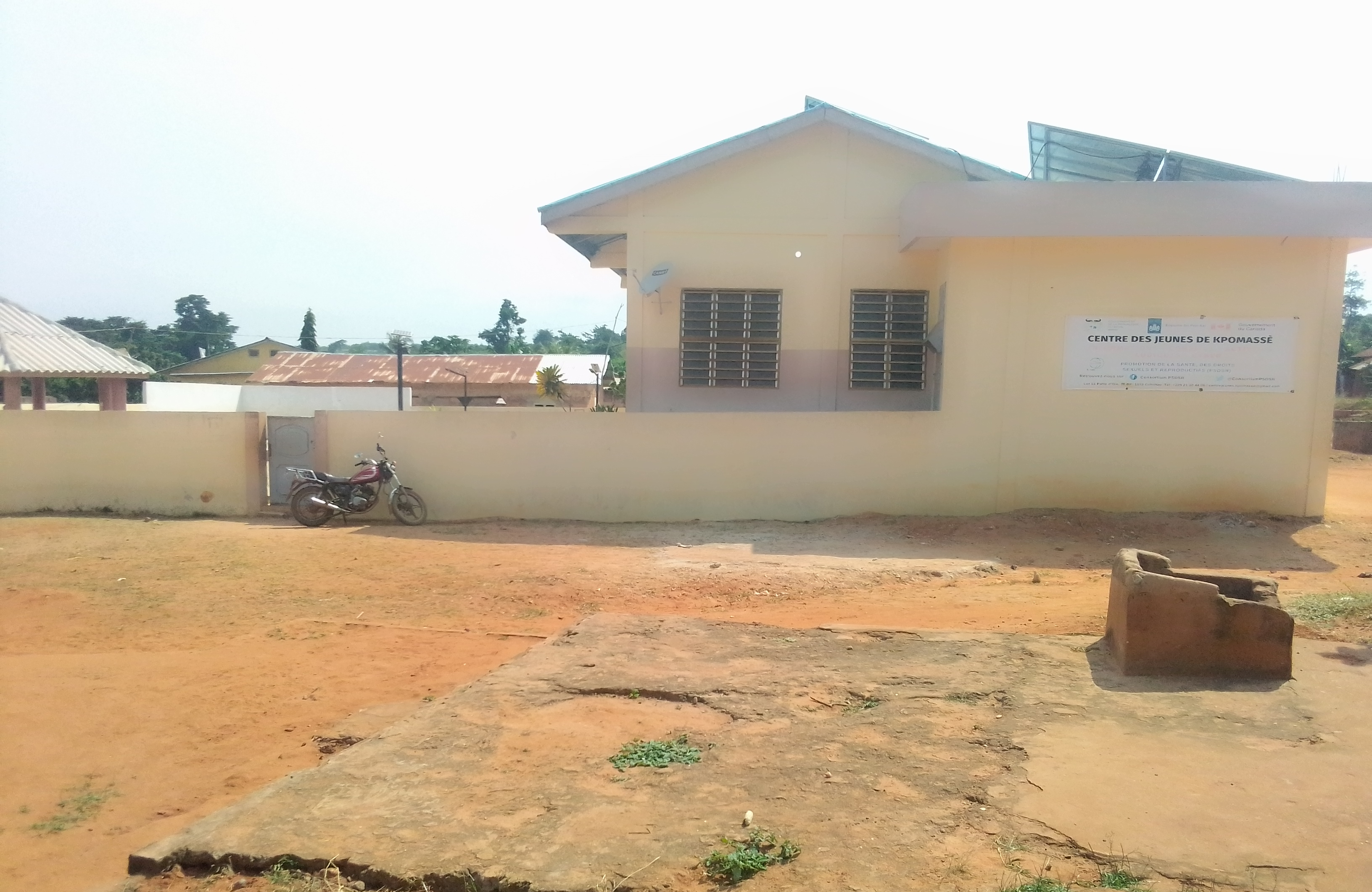
Centre des jeunes de Kpomassè
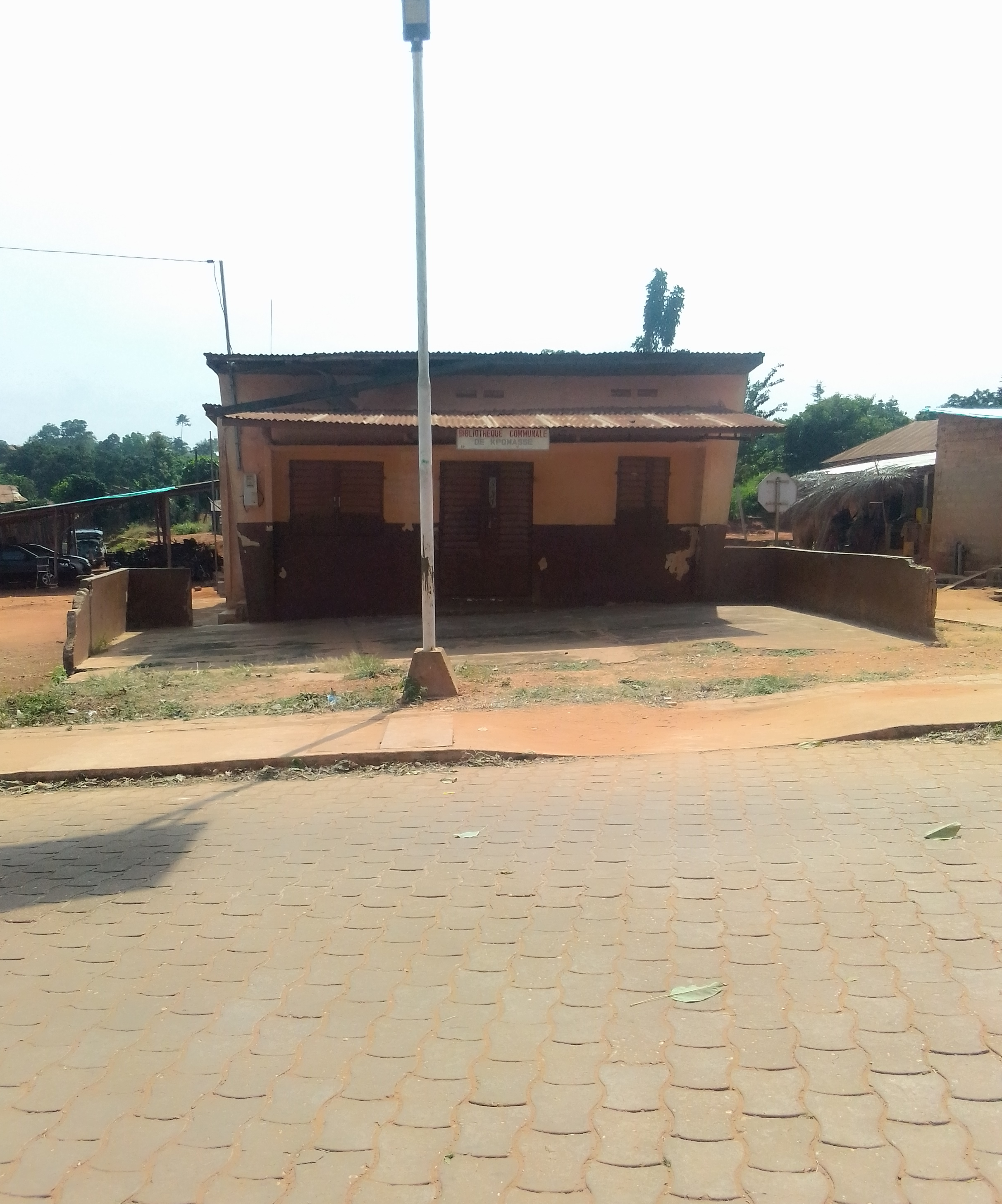
Bibliothèque communale de Kpomassè 2